# Кладбища Петрозаводска
Кла́дбища города Петрозаво́дска — общественные кладбища города Петрозаводска.

## Общие сведения
Порядок деятельности общественных кладбищ Петрозаводского городского округа определяется постановлением Главы Петрозаводского городского округа.
Кладбища Петрозаводска, согласно «Порядку деятельности общественных кладбищ Петрозаводского городского округа», подразделяются на следующие виды:
- Открытые — открытые для всех видов захоронений тел (останков) умерших, в том числе с отводом новых участков;
- Полузакрытые — открытые для захоронений тел (останков) умерших на разработанных и подготовленных для захоронения участках земли, на свободных участках в ограды семейного (родового) захоронения или в родственные могилы и специально подготовленных и обустроенных участках;
- Закрытые — закрытые для всех видов захоронений тел (останков) умерших.

## Перечень кладбищ города Петрозаводска
| Наименование                       | Расположение                                | Тип                        | Год открытия | Год ликвидации |
| ---------------------------------- | ------------------------------------------- | -------------------------- | ------------ | -------------- |
| Вилговское городское кладбище      | Прионежский район, в районе деревни Вилга   | Существующее, открытое     | 2003         |                |
| Бесовецкое городское кладбище      | Прионежский район, в районе деревни Бесовец | Существующее, полузакрытое |              |                |
| Сулажгорское кладбище              | Сулажгорская улица, Сулажгора, Петрозаводск | Существующее, полузакрытое |              |                |
| Кладбище «Пески»                   | Соломенское шоссе, Петрозаводск             | Существующее, полузакрытое |              |                |
| Соломенское кладбище               | Рабочая улица, Соломенное                   | Существующее, полузакрытое |              |                |
| Зарецкое Троицкое кладбище         | Волховская улица, Петрозаводск              | Существующее, закрытое     | 1724         |                |
| Неглинское кладбище                | Вольная улица, Петрозаводск                 | Существующее, закрытое     |              |                |
| Еврейское кладбище                 | Вольная улица, Петрозаводск                 | Существующее, закрытое     |              |                |
| Зимницкое кладбище                 | Местечко Зимник                             | Существующее, закрытое     |              |                |
| Кладбище «Бараний Берег»           | Местечко Окунья Тоня                        | Существующее, закрытое     |              |                |
| Кладбище «Птицефабрика»            | Птицефабрика (район Петрозаводска)          | Существующее, закрытое     |              |                |
| Центральное мемориальное кладбище  | Проспект Карла Маркса (Петрозаводск)        | Существующее, закрытое     | 1919         |                |
| Соломенское мемориальное кладбище  | Петрозаводское шоссе                        | Существующее, закрытое     |              |                |
| Старое кладбище Петровского Завода | Площадь Кирова (Петрозаводск)               | Утраченное                 |              |                |
| Кладбище Петровского Завода        | Проспект Карла Маркса                       | Утраченное                 |              | 1774           |
| Старое Неглинское кладбище         | Красная улица                               | Утраченное                 |              | 1874           |
| Старое Сулажгорское кладбище       | Клубная улица                               | Утраченное                 |              |                |
| Грузинское кладбище                | Ленинградская улица                         | Утраченное                 |              |                |
| Немецкое кладбище                  | Волховская улица                            | Утраченное                 |              |                |
| Новое Немецкое кладбище            | Парк Железнодорожников                      | Утраченное                 | 1893         | 1938           |
| Старое Соломенское кладбище        | Пролетарская улица                          | Утраченное                 |              |                |
| Кладбище «Северная Точка»          | Улица Антонова                              | Утраченное                 | 1945         |                |
| Кладбище «Лесхоз»                  | Парковая улица                              | Утраченное                 |              |                |
| Кладбище «СКЗ»                     | Запрудный проезд                            | Утраченное                 |              |                |

## Информация о некоторых городских кладбищах

### Городское кладбище «Бесове́ц»
Городское кладбище «Бесовец» — общественное кладбище, расположенное на территории Прионежского района, вблизи деревни Бесовец. Появилось в начале 1970-х годов. В 2002-м году при входе на кладбище построена часовня равноапостальных императора Константина и матери его императрицы Елены.

### Сулажго́рское кладбище
Общественное кладбище в Сулажгоре является городским, расположено на улице Сулажгорской. на одном из участков кладбища, т. н. «мемориальном», захоронен ряд видных политических, общественных и культурных деятелей Карелии.

### Кладбище «Пески́»
Общественное кладбище «Пески» расположено в районе современных Соломенского шоссе и Фабричной улицы, вблизи аэропорта Пески. Появилось в начале XIΧ века, со второй половины XX века — временно недействующее. В начале XXI века — вновь действующее.
На территории кладбища расположен мемориал «Кладбище советских воинов», состоящий из 4-х Братских и 224-х одиночных могил, в которых покоится прах 506-ти советских воинов, погибших в годы Великой Отечественной войны при обороне Петрозаводска (август-сентябрь 1941 года) и при освобождении южной Карелии в июне-июле 1944 года.
В 1941—1944 гг. силами заключенных финских концлагере на кладбище проводились работы по захоронению заключенных советских граждан. На территории кладбища, на месте массовых захоронений жертв финских концлагерей, в 1969 году открыт мемориал «Кладбище советских граждан, погибших в финских концентрационных лагерях Петрозаводска (1941—1944)».
Памятник погибшим в финских концлагерях в годы оккупации (1941—1944) был открыт 24 июня 2017 года на кладбище «Пески» в Петрозаводске.
Частью кладбища являются захоронения венгерских и немецких военнопленных.

### За́рецкое кладбище
«Зарецкое кладбище» — общественное православное кладбище, расположенное в районе нынешних улиц Правды, Волховской, Пробной и Коммунистов в ограде Крестовоздвиженского собора. Старое название — «Троицкое» — от существовавшей до 1931 года кладбищенской церкви во имя Святой Троицы. У входа на кладбище стоит поклонный крест с датой «29 января 1725» который поставил, как гласит вырезанная на нем надпись, «Петровских заводов житель Иулиан Иванов сын Сараев». Крест является единственным сохранившимся в Петрозаводске памятником первой четверти XVIII в., он внесён в Свод Петровских памятников России. 200-летие креста было отмечено 28 января 1925 года как 200-летие Зарецкого кладбища. В 1877 году на части территории кладбища было создано Петрозаводское военное кладбище, где захоранивались лица воинских чинов.В 1933 г. кладбище было расширено за счет стадиона педвуза.

### Негли́нское кладбище
«Неглинское кладбище» — городское общественное кладбище, расположенное в районе современной Вольной улицы вблизи речки Неглинки. Появилось в начале XIX века как старообрядческое, с момента начала строительства Екатерининской церкви (1877 год) — православное. С первой половины XX века закрыто для всех видов захоронений. Екатерининская церковь действует. В 2015 году на Неглинском кладбище был похоронен митрополит Петрозаводский и Карельский Мануил (Павлов).

### Сулажгорское кладбище (старое)
До первой половины XX века неподалёку от храма во имя Святого Дмитрия Солунского в Сулажгоре (за сторожкой) имелось небольшое сельское кладбище, которое в советское время было ликвидировано. Ныне здесь проходит Клубная улица.

### Кладбище Петровского завода
Кладбище Петровского завода — первое кладбище Петровского завода (православное). Располагалось на Нагорной линии (сегодня это проспект Карла Маркса) от Петропавловского собора до современного универмага «Карелия». На кладбище располагалась православная часовня. Кладбище появилось в 1730-х годах.
В 1774 году кладбище было закрыто и вместе с часовней перенесено на Зарецкое кладбище, а территория бывшего кладбища застроена жилыми домами для мастеров Петровского завода. В настоящее время на этом месте располагается торговый дом «Карелия-Маркет».
В XVIII—XIX веке на территории современной площади Кирова, в ограде утраченных соборов производились захоронения, как епископов Олонецкой губернии, так и членов клира и их семей, в том числе под Святодуховским собором в 1878 г. был похоронен протоиерей Ф. С. Рождественский с женой, в 1907 г. супруга Петрозаводского кафедрального протоиерея Н. О. Надежина. В 1777 г. там была похоронена дочь горного начальника Аникиты Ярцова Любовь.

### Немецкое кладбище
Немецкое кладбище — городское кладбище для иностранцев, располагавшееся в районе современных улиц Правды, Коммунистов, Волховской и проспекта Александра Невского у лютеранской кирки (ныне несуществующей). На Немецком кладбище похоронены многие известные жители города, в том числе начальник Олонецкого горного завода Николай Фелькнер.
В 1929 г. Карельский краеведческий музей провёл вскрытие ряда могил Немецкого кладбища для изучения культа похорон в XIX веке.

### Еврейское кладбище
Еврейское кладбище — иудейское кладбище, расположено в районе улицы Вольной на границе с Неглинским кладбищем. Кладбище появилось в начале XIX века. В настоящее время земельный участок под Еврейским кладбищем предоставлен на праве постоянного бессрочного пользования Петрозаводскому обществу еврейской культуры «Шалом».

### Лютеранско-католическое кладбище
«Лютеранско-католическое кладбище» — кладбище для лютеран и католиков, располагалось на месте современного парка Железнодорожников на Первомайском проспекте. На нем хоронили не только лютеран, но и немцев, в том числе военнопленных австрийцев и китайских рабочих Первой мировой войны, работавших на строительстве Олонецкой и Мурманской железной дорог. В 1893 году к старому кладбищу присоединена дополнительная территория — «новое немецкое кладбище». По сюжету повести К. Паустовского «Судьба Шарля Лонсевиля» здесь находилась могила французского офицера, инженера по литью Шарля Лонсевиля (1778—1816). Другие исследователи считают, что могила Лонсевиля находилась на Зарецком «немецком» кладбище. В 1938 году кладбище было ликвидировано, а на его месте открыт парк железнодорожников.

### Кладбище «Северная Точка»
Кладбище «Северная Точка» — кладбище военнопленных, располагалось в районе современной улицы Антонова. Появилось во второй половине 1940-х годов, разрушено в 1970-х годах. Всего на кладбище было похоронено около 260 военнопленных из 14 стран. В настоящее время на месте кладбища располагается жилой комплекс «Олимпийский».

## Мемориальные захоронения

### Мемориальный комплекс «Могила Неизвестного солдата с Вечным огнём Славы»
Мемориальный комплекс расположен на площади Ленина, представляет собой площадку, мощённую брусчаткой из шокшинского малинового кварцита. По краю площади мемориала расположено возвышение из полированного габбро-диабаза, на середине которой размещён Вечный огонь, зажжённый на Марсовом поле, соединяющее братскую могилу с шестидесятитонной гранитной глыбой, на которой расположена надпись: «Героям, сынам Октября, кто жизнь свою отдал за счастье народа памятник этот воздвигнут». От мемориального комплекса к парку Онежского тракторного завода спускаются гранитные парадные лестницы.
8 мая 1969 года здесь состоялось захоронение останков неизвестного солдата, обнаруженных в Медвежьегорском районе близ озера Эри-ламба. 28 июня 1969 года в день 25-й годовщины освобождения Петрозаводска был торжественно открыт мемориальный комплекс с Вечным огнём Славы. Авторы проекта — архитекторы Э. Ф. Андреев, Э. В. Воскресенский, скульпторы Э. А. Акулов и Л. К. Давидян.
В 2009 году была проведена реконструкция мемориала, в ходе которой была заново выложена брусчатка, устроены пешеходные дорожки и лестничные спуски, установлены новые фонари.
На территории мемориального комплекса расположена Братская могила мемориала, которая была создана по решению Олонецкого губернского комитета РКП(б) и Олонецкого военно-революционного комитета от 1 июня 1919 года. Здесь захоронены активные участники революционного движения и Гражданской войны, видные партийные и государственные деятели Карельской АССР. На месте их погребения находятся памятные плиты из чёрного камня, на которых увековечены имена 43-х человек.
На именных плитах Братской могилы указаны имена похороненных здесь комиссара Онежского завода А. М. Калинина, членов исполнительного комитета Петрозаводского уездного Совета П. М. Принцева и Ф. Г. Ромашкина, комбрига К. Дамма, бойца А. Трофимова, молодого разведчика А. Вердена, командиров подразделений 164-го (6-го) финского стрелкового полка Красной Армии В. Бакмана, А. Лампинена, Б. Лаюнена, И. Ю. Нуутинена, В. Сивелиуса, комиссара и командира 5-го стрелкового полка Л. и И. Б. Фокиных, командира роты 3-го стрелкового полка Г. Евдокимова, комвзводов Н. Алексеева и А. Готовцева, бойцов Д. Карулина, Н. Семёнова и Г. Филиппова, матросов Онежской военной флотилии А. Г. Пименова, П. А. Яковлева, И. А. Голец, Ю. В. Тарасевича, М. Н. Хрулева, С. М. Баканова, П. Тетерина, юнги М. Н. Богданова, военкома Петрозаводского уезда И. Г. Ширшина, бойцов рабочего отряда Онежского завода И. И. Васильева, А. Т. Суханова, П. И. Одинцова, В. И. Силкина, Г. П. Доршукова, К. Ф. Боровского, милиционера Н. И. Федосеева, членов Олонецкого губернского исполкома участника подавления восстания в Кронштадте А. Ф. Мартынова и П. В. Кулагина, служащих Олонецкого губернского военного комиссариата секретаря М. Г. Варфоломеева и И. П. Прокофьева, служащего Петрозаводского городского совета А. М. Коршунова, народного комиссара Рабоче-крестьянской инспекции Я. А. Рахья, секретаря Карельского областного комитета партии И. А. Ярвисало, председателя ЦИКа Карельской АССР А. Ф. Нуортева (памятник был снесен в конце 1930-х годов, восстановлен после XX съезда КПСС), кавалера 2 орденов Боевого Красного Знамени командира батальона ЧОН Эйно Фердинандовича Оса, убитого в 1923 г. финнами, организатора первой в Петрозаводске большевистской ячейки на Александровском заводе в 1917 году Н. Т. Григорьева и других.. Кроме того, там похоронены погибшие в годы Великой Отечественной войны полковник А. Г. Кашутин, генерал-майор Ф. П. Судаков, бригадный комиссар А. Н. Циглов, полковник М. С. Макаров.
В 1986—1987 гг. проведена реконструкция мемориала, заменены 24 мемориальные плиты, по итогам многолетней архивной работы кандидата исторических наук Н. К. Тиньковой добавлены фамилии многих участников Гражданской войны, похороненных в Братской могиле.
В 2019 г. капитально отремонтирована, установлены новые мемориальные плиты, на них добавлен ряд новых имен лиц, захороненных в братской могиле в 1920-х годах.

### Братская могила советских воинов
Мемориал «Братская могила советских воинов, погибших в 1939—1940 и 1941—1945 годах» расположен на территории Зарецкого кладбища. В Братской могиле захоронены советские солдаты и офицеры, погибшие в годы Советско-финской войны (1939—1940) и Советско-финской войны (1941—1944). В 1984 году на могиле установлена протяженная стела из гранита (автор проекта — художник Г. В. Иванов).
В Братской могиле, расположенной на Петрозаводском шоссе (район Соломенного), в ноябре 1967 года погребено из разрозненных первичных захоронений 15 неизвестных советских воинов, погибших в годы Великой Отечественной войны. В 1969 году на Братской могиле установлен обелиск из габбро-диабаза.

### Могила солдата петрозаводской воинской команды
Могила солдата петрозаводской воинской команды, расстрелянного за убийство фельдфебеля. Находилась недалеко от бани на станции Петрозаводск. В 1920-х годах была благоустроена. Не сохранилась..

### Могила бойца Яши Степанова
Могила бойца истребительного батальона, погибшего 10 октября 1941 года. Обустроена в 1996 году в районе Каменного Карьера на Ключевой. В 2020 году, несмотря на протесты общественников, была уничтожена при постройке детского сада.